# 宮川祥子
宮川祥子（1969年—），是日本的情報學者，現任慶應義塾大學看護醫療學部准教授。也是中華民國國父孫中山的外曾孫女，其曾祖母為大月薰，祖母是宮川富美子，父親是宮川東一。

## 生平
1992年，宮川自一橋大學經濟學院畢業後，進入研究生院。 。
1994年完成一橋大學商學研究科碩士課程。 1996年就讀慶應義塾大學傳媒與管理學研究生院博士課程，2000年退學。 2002年慶應義塾大學博士。 2013年完成美國德克薩斯大學生物醫學信息學院健康信息學系，健康信息學碩士。從一橋大學經濟學院的第三年開始就一直在 Ikuyo Kaneko Seminar 學習，在博士期間，她隸屬於村井純實驗室和金子實驗室等三個實驗室，並在互聯網和數據庫上進行研究。 2000年慶應義塾大學證監會研究所客座研究員，2001年慶應義塾大學護理醫學系專職講師，2006年晉升助理教授，2007年晉升副教授。 
2014年，宮川前往德克薩斯大學奧斯汀分校擔任生物醫學信息學院兼職副教授。研究信息技術在護理和醫療領域的應用。此外還參與了日本WIDE專案，並積極參與其他研究人員建立友誼的活動。2015年總公司信息支援救援隊代表主任。

## 関連項目
- 一橋大學
- 慶應義塾大學

## 外部連結
- 宮川祥子 （页面存档备份，存于）
- 宮川祥子的X（前Twitter）